# 小行星9414
小行星9414（英語：9414 Masamimurakami）是一颗围绕太阳公转的小行星。1995年10月25日，小林隆男在大泉天文台发现了此天体。
这颗小行星的绝对星等为182.8166060832087等。